# 橋本良亮
橋本良亮（日语：／ Hashimoto Ryosuke，1993年7月15日—），為出身於日本千葉縣的男性偶像、演員、歌手，傑尼斯事務所偶像團體A.B.C-Z 的成員。血型B型，身高177公分，體重54公斤。

## 經歷
2004年9月8日，進入傑尼斯事務所，入所契機是姐姐幫他寄送履歷，因為姐姐是A.B.C-Z另一位成員五關晃一的粉絲。曾屬於小傑尼斯的組合「J.J.Express」、「TOP3」。當時與他同期的有現所屬Hey! Say! JUMP的山田涼介和Snow Man的深澤辰哉與阿部亮平。
逐漸以小傑尼斯開展演藝活動。2005年夏日，被選為當時同屬小傑尼斯的組合J.J.Express成員。同時加入的有當時同屬小傑尼斯的高木雄也、龜井拓、深澤辰哉、森本龍太郎。2007年9月與龜井拓、真田佑馬活動展開。2008年8月2日，被選為當時屬於小傑尼斯的組合TOP3，並與真田佑馬、野澤祐樹活動展開；8月29日被選為當時屬於小傑尼斯A.B.C-Z的前身組合A.B.C.成員。組合隨即改名為A.B.C-Z，橋本剛加入A.B.C-Z時，因為貌似大前輩KinKi Kids的堂本光一而成為話題，同屬組合成員有塚田僚一、戶塚祥太、河合郁人和五關晃一 。2012年2月1日，隨組合正式出道。橋本在2021年下半年還主演日劇「痴情的接吻」，還有主演朗讀劇「『ピース』-peace or piece?-」。

## 重要演出

### 電視劇
- 愛情種子（2012年7月7日 - 9月29日、日本電視台） - 滝川直治
- BAD BOYS J（2013年4月7日 - 6月23日、日本電視台）- ヒロ（Hiro）
- 癒し屋キリコの約束 第7・8話（2015年8月11・12日、東海電視台） - 青井春樹
- 鐵之骨（2020年4月18日 - 5月16日、WOWOW） - 嶋野一郎
- 特捜9 season3 第6話（2020年6月24日、朝日電視台） - 天野祐介
- 痴情的接吻#電視劇|痴情的接吻（2021年7月3日 - 、朝日電視台・ABC電視台） - 主演・上条忍
- 幸運少女組 第6話（2021年11月11日、讀賣電視台・日本電視台） - 志皇秀忠

### 電影
- 劇場版 BAD BOYS J（2013年11月9日上映、Showgate） - ヒロ
- 決算! 忠臣蔵（2019年11月22日上映、松竹） - 武林唯七

### 電視節目
- デルサタ（2016年5月21日 - 2021年3月20日、メ～テレ） - デルサタFamily（準固定演出者）
- ちば朝ライブ モーニングこんぱす（2021年4月2日 - 、千葉電視台放送） - 週五主持
- 市町村てくてく散歩（2021年5月7日 - 、千葉電視台放送） - 旅人

### 舞台劇
- 音樂劇『ルードウィヒ・B〜ベートーヴェン 歓喜のうた〜』（2014年11月27日 - 12月6日、東京國際論壇C廳 / 12月11日 - 14日 Theater BRAVA!） - 主演・ルードウィヒ・ヴァン・ベートーヴェン
- Coin Locker Babies（日语：コインロッカー・ベイビーズ）（2016年6月4日 - 19日、赤坂ACT Theater） - 主演・ハシ （與河合郁人雙主演）
  - Coin Locker Babies（2018年7月11日 - 29日、赤坂ACT Theater / 8月11・12日、豐中市立文化藝術中心･大廳 / 8月18・19日、 AUBADE HALL） - 主演・キク/ハシ（與河合郁人雙主演）
- DEATH TRAP（2017年7月7日 - 23日、東京藝術劇場中館 / 7月26日、靜岡市民文化會館中館 / 8月1日、刈谷市綜合文化中心大館 / 8月3日 - 6日、兵庫縣立藝術文化中心 阪急中館） - クリフォード・アンダーソン
- 『蜜蜂と遠雷』リーディング・オーケストラコンサート〜コトダマの音楽会〜（2018年1月5日・6日、Bunkamura 果園廳 / 1月27日・28日、森之宮Piloti Hall） - 主演・風間塵
- 良い子はみんなご褒美がもらえる（2019年4月20日 - 5月8日、赤坂ACT Theater / 5月11日・12日、Festival Hall） - 主演・アレクサンドル・イワノフ（與堤真一雙主演）
- 音楽朗読劇『日本文学の旅』（2020年7月9日 - 22日、讀賣大手町館）- 主演・司書（與新納慎也雙主演）
- 『ピース』-peace or piece?-（2021年7月15日 - 18日、BREEZÉ TOWER / 7月28日 - 8月8日、紀伊國屋southern theatre TAKASHIMAYA） - 主演・レンジョウ
- スワンキング（2022年6月上演予定 - 、東京國際論壇） - 主演・ルートヴィヒ二世

### 廣告
- 日清食品「日清レンジSpa王」（2009年） ※與瀧澤秀明等共演

## 音樂作品
- Stay with me♡（作詞）- 收錄於A.B.C-Z專輯『A.B.Sea Market』橋本Solo，JASRAC作品編號：211-1793-4
- Crazy about you- 收錄於A.B.C-Z專輯『ABC STAR LINE』橋本Solo，JASRAC作品編號：715-3844-5
- Love To Love You - 收錄於A.B.C-Z專輯『5 Performer-Z』橋本Solo，JASRAC作品編號：715-3844-5
- 秘密の愛（作詞・作曲） - 收錄於A.B.C-Z單曲『Reboot!!!』〈初回限定5周年Anniversary盤〉DVD Disc.2橋本Solo，JASRAC作品編號：212-8390-7
- DANCE! - 收錄於A.B.C-Z單曲『Reboot!!!』〈初回限定5周年Anniversary盤〉DVD Disc.2橋本Solo，JASRAC作品編號：1G0-4622-0
- hazy love（作詞） - 收錄於A.B.C-Z單曲『Reboot!!!』〈初回限定5周年Anniversary盤〉DVD Disc.2橋本Solo，JASRAC作品編號：221-8262-4
- One by One- 收錄於DVD『A.B.C-Z 2013 Twinkle×2 Star Tour』以及單曲『Reboot!!!』〈初回限定5周年Anniversary盤〉DVD Disc.2橋本Solo，JASRAC作品編號：1D8-4105-3
- 恋（作詞）- 收錄於A.B.C-Z單曲『Reboot!!!』〈初回限定5周年Anniversary盤〉DVD Disc.2橋本Solo，JASRAC作品編號：204-3629-7
- リンネ（作詞）- 收錄於A.B.C-Z專輯『Going with Zephyr』，JASRAC作品編號：501-6005-2

## 相關網站
- 傑尼斯事務所官網>A.B.C-Z專頁 （页面存档备份，存于）
- 橋本良亮在互联网电影资料库（IMDb）上的資料（英文）